# تومي جاكسون (لاعب كرة قدم)
تومي جاكسون (بالإنجليزية: Tommy Jackson)‏ (16 مارس 1898 - 1 يناير 1975) هو لاعب كرة قدم بريطاني (وحمل سابقاً جنسية المملكة المتحدة لبريطانيا العظمى وأيرلندا) في مركز حراسة المرمى. لعب مع أستون فيلا.